# Walerij Jasinski
Walerij Abrosimowicz Jasinski, ros. Валерий Абросимович Ясинский (ur. w 1895 r. we wsi Kulikowska w guberni tomskiej, zm. po 1966 r. w Australii) – rosyjski wojskowy (sztabsrotmistrz), burmistrz Kalinina, a następnie propagandysta Rosyjskiej Armii Wyzwoleńczej podczas II wojny światowej
Ukończył szkołę praporszczików w Omsku. Po wybuchu wojny domowej w Rosji pod koniec 1917 r., wstąpił do wojsk Białych adm. Aleksandra W. Kołczaka. Doszedł do stopnia sztabsrotmistrza. Został odznaczony brytyjskim medalem wojskowym. Po klęsce wojsk Białych pozostał w sowieckiej Rosji. Dwukrotnie był sądzony za udzielanie pomocy b. białym oficerom. W 1935 r. został wydalony z Leningradu do Kazachstanu na okres 5 lat. W lutym 1941 r. - po odbyciu zesłania - zamieszkał w Kalininie. Pracował jako robotnik w zakładach przemysłowych. Po zajęciu Kalinina przez wojska niemieckie jesienią 1941 r., podjął kolaborację z okupantami. 25 października został burmistrzem Kalinina. Wiosną 1942 r. sformował ochotniczy oddział antypartyzancki. 13 kwietnia tego roku na czele delegacji chłopskiej okręgu smoleńskiego był przyjęty przez ministra Rzeszy do spraw Okupowanych Terytoriów Wschodnich Alfreda Rosenberga. Został odznaczony Żelaznym Krzyżem 2 klasy. W późniejszym okresie W. A. Jasinski pracował w oddziale wydziału wojskowego komendantury tyłów Grupy Armii "Mitte". Przedstawiał plany powołania na okupowanych terenach ZSRR rządu rosyjskiego pod protektoratem niemieckim. Według części źródeł spotkał się w Smoleńsku z gen. Andriejem A. Własowem. Pod koniec okupacji stał na czele lokalnej administracji w Leplu, a następnie w Homlu. Z powodu ofensywy Armii Czerwonej ewakuował się do Niemiec. Ukończył kursy propagandowe w szkole propagandystów ROA w Dabendorfie pod Berlinem, po czym w stopniu podpułkownika został kierownikiem oddziału kadr Opieki nad Rosyjskimi Obywatelami przy Ministerstwie Rzeszy do spraw Okupowanych Terytoriów Wschodnich. Pod koniec kwietnia 1945 r. poddał się Brytyjczykom. Do 1958 r. mieszkał w zachodnich Niemczech, po czym wyjechał do Australii. Po 1966 r. dalsze jego losy są nieznane.